# Amnésie lacunaire
L'amnésie lacunaire (ou mémoire sélective) est la perte de mémoire d'un évènement précis. C'est une forme d'amnésie.
La mémoire étant un processus permanent de renouvellement des traces subjectives des événements avec disparition, temporaire ou durable, de certains éléments, ou avec transformations de détails plus ou moins importants, la perte d'une partie de ces traces est régulière et n'est en rien pathologique. Ce n'est que dans le cas d'une disparition nette et brutale d'un pan de mémoire, comme irréversible, que la cause ou facteur déclenchant soit connu ou pas, que la mémoire paraît avoir dysfonctionné et que cette amnésie peut être le symptôme d'une affection plus large.